# Ватерполо савез Републике Српске
Ватерполо савез Републике Српске (скраћено: ВСРС) основан је 2009. године и има сједиште у Бањој Луци. Савез је друштвено - спортска организација која дјелује на подручју Републике Српске и БиХ. Представља један од два конститутивна елемента Ватерполо савеза Босне и Херцеговине. Један од главних циљева ВСРС је да унаприједи и омасови ватерполо спорт на подручју Републике Српске, нарочито код младих људи.

## Ватерполо у Бањој Луци
Ватерполо је екипни, водени спорт с лоптом који данас уз фудбал представља најстарију екипну дисциплини Олимпијских игара (У програм увршћена још 1900. године).
У Бањој Луци прва ватерполо утакмица одиграна је 1956. године испод Кастела. Током наредних 50 година, ватерполо се с промјењивим успјехом играо непрекидно. Чак и у вријеме рата у Босни и Херцеговини забиљежене су одређене активности и утакмице. Све до изградње Градског олимпијског базена у Бањој Луци, ово је био сезонски спорт, а након изградње базена усљедила је права експанзија спортова на води а при томе и ватерпола.

### Градски олимпијски базен
У Бањој Луци постоје добри услови за развој ватерполо спорта, такође и још неки други градови и општине у Републици Српској имају услове за ватерполо спорт (сезонског типа) али нема активних клубова. Административни центар Републике Српске посједује 4 базена (2 отворена и 2 затоворена).
Градски олимпијски базен је отворен 2009, а као један од најсавременијих у региону посједује квалитетне услове за бављење ватерполом. У циљу промоције овог спорта, неколико пута су у ревијалним утакмицама гости Бањалуке били: ВК Војводина, ВК Партизан, ВК Црвена звезда те Ватерполо репрезентација Србије.

## Ватерполо клубови
Под окриљем ВСРС званично су регисрована три клуба. Неформално постоји још неколико.
- ВК Бања Лука

Основан је 2006. године. Наставља традицију ватерполо клуба Инцел. Тренинге обављају на Градском олимпијском базену (Бања Лука). Освајачи су Купа и првенства Републике Српске за пионире и кадете 2010, први шампиони БиХ у ватерполу за сениоре 2014. а шампионску титулу након годину дана паузе повратили су 2016. године.
- (2) Шампион БиХ (2014, 2016)
- ВК Фортуна

Оформљен је 2009. године, у склопу рекреативног центра комплекса Фортуна Бања Лука. Временом се осамосталио мада и даље опстаје понајвише захваљујући помоћи челника овог комплекса. Љети тренирају на базену Фортуна а зими на Градском олимпијском базену (Бања Лука).
- ВК Студент

Основан је 2005. године. Такмичарску екипу чине углавном студенти Факултета за физичко образовање у Бањој Луци. Оспособљен је за рад и са млађим категоријма. Одржава школе пливања и ватерпола.

## Органи савеза
Органи Ватерполо савеза Републике Српске прописани статуом ВСРС су:
- Скупштина - као највиши орган Савеза
- Управни одбор - извршни орган Скупштине
- Предсједник Савеза - представља и заступа Савез
- Секретар - руководи цјелокупним пословањем Савеза
- Стална спортска арбитража - рјешава спорове између Савеза и чланова Савеза у складу са Статутом Ватерполо савеза Репбулике Српске.

## Ватерполо савез Босне и Херцеговине
Кровни ватерполо савез у БиХ настао је 15. јуна 2013. удруживањем Ватеропло савеза Републике Српске и Ватерполо савез Федерације БиХ у Ватерполо савез Босне и Херцеговине. Оснивачка скупштина одржана је у хотелу Зенит у Неуму, а за предсједника је изабран Иван Лакић. Тако су створени предуслови за тражење чланства у ЛЕН-у и ФИНА-и.

## Први ватерполо шампионат БиХ (2014)
Заједничка ватерполо лига на територији БиХ стартовала је 2014. године. Завршни турнир игран је на ГОБ у Бањој Луци 20. и 21. децембра. Неприкосновени у свих пет старосних категорија били су ватерполисти из Републике Срспке, тачније ВК "Бањалука". Прву сениорску титулу првака БиХ, ВК "Бањалука" је освојио побједом у финалном мечу над ВК "Јадран" из Неума са 8:6 (2:2,2:2,2:1,2:1). ВК "Бања Лука" је такође и актуелни шампион Републике Српске. Они су 30. новембра 2014. на ГОВ у Бањој Луци, побједили су градског ривала ВК "Фортуна" са 10:9 и на тај начин се окитили титулом првака РС.

## Најтрофејнији клуб
Најтрофејнији клуб Републике Српске и БиХ је Ватерполо клуб "Бањалука", који је у сезони 2020/21. освоји титулу шампиона БиХ по шести пут.